# The Barricade (film 1921)
The Barricade è un film muto del 1921 diretto da William Christy Cabanne.

## Trama
A New York, nell'Est Side, Jacob Solomon e Michael Brennon lavorano in società, proprietari di una tabaccheria. Dopo la morte di Michael, suo figlio Robert viene adottato da Solomon che, indebitandosi, lo fa andare all'università. Diventato medico, Robert lavora nel quartiere, diventando un professionista di successo. Conosce e s'innamora di Jane Stoddard, una ragazza della buona società che, dopo il matrimonio, lo spinge a lasciare i quartieri poveri per aprire uno studio sulla Quinta Strada. Il vecchio Jacob ha il cuore spezzato quando il figlio adottivo lo snobba, vergognandosi di lui e non gli rivela di aver ipotecato la casa per farlo studiare.
Robert in seguito litiga con la moglie quando i loro amici vengono a sapere che lui è il figlio adottivo del vecchio ebreo. Ritorna da Jacob e scopre che il padre ha perso tutto. I due uomini si riappacificano e Robert torna a lavorare nel povero quartiere ebraico. Jane, che riconosce di aver sbagliato, si riconcilia con il marito.

## Produzione
Il film fu prodotto dalla Robertson-Cole Pictures Corporation.

## Distribuzione
Distribuito dalla Robertson-Cole Distributing Corporation, il film uscì nelle sale cinematografiche statunitensi il 2 ottobre 1921.